# American Gods
American Gods és una sèrie de televisió de drama fantàstic estatunidenca basada en la novel·la homònima de Neil Gaiman del 2001 i desenvolupada per Bryan Fuller i Michael Green per a la cadena de cable Starz. Produïda per Fremantle North America i distribuïda per Lionsgate Television, la primera temporada es va estrenar el 30 d'abril de 2017. Fuller i Green van ser els productors guionistes de la primera temporada i van ser substituïts per Jesse Alexander per a la segona temporada. Charles H. Eglee va ser el productor guionista de la tercera temporada. Gaiman va exercir de productor executiu. S'ha subtitulat al català.
Ricky Whittle interpreta el protagonista de la sèrie Shadow Moon, que coneix un home estrany anomenat Dimecres (Ian McShane) després de ser alliberat de la presó i aviat es veu embolicat en un conflicte a gran escala entre els antics déus i els nous déus, que es fan més forts cada dia. El maig de 2017, la sèrie es va renovar per a una segona temporada, que es va estrenar el 10 de març de 2019. La setmana següent, Starz va renovar American Gods per a la tercera temporada, que es va estrenar el 10 de gener de 2021. El març de 2021, la sèrie es va cancel·lar després de tres temporades.
La sèrie, principalment la primera temporada, va rebre elogis pel seu estil visual i interpretació i va rebre dues nominacions a la 69a edició dels premis Primetime Emmy al millor disseny de títol principal i als efectes visuals especials. També va rebre tres nominacions als premis de la Crítica Cinematogràfica de 2017, incloent-hi la de millor sèrie dramàtica, millor actor en una sèrie dramàtica per a McShane i millor actriu secundària en una sèrie dramàtica per a Gillian Anderson.